# Washim
Washim es una ciudad y  municipio situada en el distrito de Washim en el estado de Maharashtra (India). Su población es de 78387 habitantes (2011). Es el centro administrativo del distrito. 

## Demografía
Según el censo de 2011 la población de Washim era de 78387 habitantes, de los cuales 40262 eran hombres y 38125 eran mujeres. Washim tiene una tasa media de alfabetización del 88,71%, superior a la media estatal del 82,34%: la alfabetización masculina es del 91,99%, y la alfabetización femenina del 86,49%.